# Вежа зі слонової кістки (фразеологізм)
Вежа із слонової кістки — метафора духовного місця усамітнення і недоторканості світу. Фразеологізм означає відокремленість від суспільства, заглибленість у внутрішній світ. Перебування «у вежі із слонової  кістки» характеризує інтелектуала, який живе виключно для своєї справи і не дбає про соціальні наслідки своєї діяльності, а лише шукає наукової і художньої правди. Звідси негативна конотація терміна «слонова кістка»: благородний, але непрактичний будівельний матеріал.

## Етимологія
Термін «вежа зі слонової кістки» бере початок у біблійній пісні Соломона як символ благородної чистоти (Піснія 7:5).
В епоху романтизму сенс метафори значно видозмінився; вона стала позначенням втечі в світ творчості від проблем сучасності, самоізоляцію, замикання в духовних пошуках.
У 1837 році Шарль-Оґюстен де Сент-Бев використав цей вираз у своєму поетичному збірнику «Серпневі думки». Автор описує творчість Альфреда де Віньї, який, на відміну від своїх сучасників, таких як Віктор Гюго і Альфонс де Ламартін, відрізнявся показною байдужістю до політичних проблем, наполягав на абсолютній незалежності творчої особистості від зовнішніх обставин, уникав виходів у світ і вів усамітнене життя.